# Iglesia de Santa Eulalia (Murcia)
La Iglesia de Santa Eulalia de la ciudad de Murcia (Región de Murcia, España), es una iglesia parroquial del casco antiguo de la susodicha capital. Aunque de origen medieval, el inmueble actual se construyó en la segunda mitad del siglo XVIII, siendo uno de los últimos ejemplos del estilo barroco-rococó en la ciudad.
Situada en la tradicional plaza del mismo nombre, forma un conjunto histórico con la contigua Capilla de San José y el Centro de Interpretación de la Muralla árabe de Santa Eulalia.

## Historia
La actual iglesia de Santa Eulalia se levantó sobre la primitiva parroquia de igual nombre, que según la tradición fue fundada por el rey Jaime I de Aragón cuando hizo su entrada en la ciudad tras sofocar la revuelta mudéjar el 2 de febrero de 1266.
La entrada del monarca en Murcia se hizo por una puerta de la muralla denominada Puerta de las Siete Puertas, en cuyas proximidades había una mezquita que el rey transformó en iglesia bajo la advocación de la santa catalana Eulalia de Barcelona. De hecho, durante varios siglos, a esta parroquia se le denominaba la de Santa Olalla de los Catalanes (población muy numerosa en el municipio tras la conquista).
No se tienen muchos datos del primitivo inmueble, solo que en 1411 acogió la fundación de la Archicofradía de la Sangre, la cofradía penitencial más antigua de la ciudad (que residió en esta iglesia hasta mediados del siglo XVI).
La plaza que preside la Iglesia de Santa Eulalia, aparte de constituir en la antigüedad un importante espacio de acceso a la ciudad a través de sus murallas, fue testigo de uno de los sucesos más importantes de la insurrección comunera de Murcia en 1520, cuando una asamblea ciudadana juramentó contra regidores y otros cargos concejiles desafectos al movimiento.
En el año 1753, con la ciudad inmersa en pleno siglo de oro, dieron comienzo las obras de la nueva parroquia que sustituiría a la anterior. El templo fue inaugurado el 21 de junio de 1766, tras varias interrupciones en los trabajos que fueron resueltos por el racionero mayor de la Catedral, don Antonio Albarracín, que consiguió del obispo Diego de Rojas y Contreras un importante donativo para la terminación de la iglesia.
Desde 1948 es sede de la Real y Muy Ilustre Archicofradía de Nuestro Señor Jesucristo Resucitado, que desfila en la mañana del domingo de Resurrección durante la Semana Santa de Murcia, dando fin a las procesiones.
En 1982, la parroquia de Santa Eulalia y la capilla de San José fueron declaradas Bien de Interés Cultural.

## Arquitectura

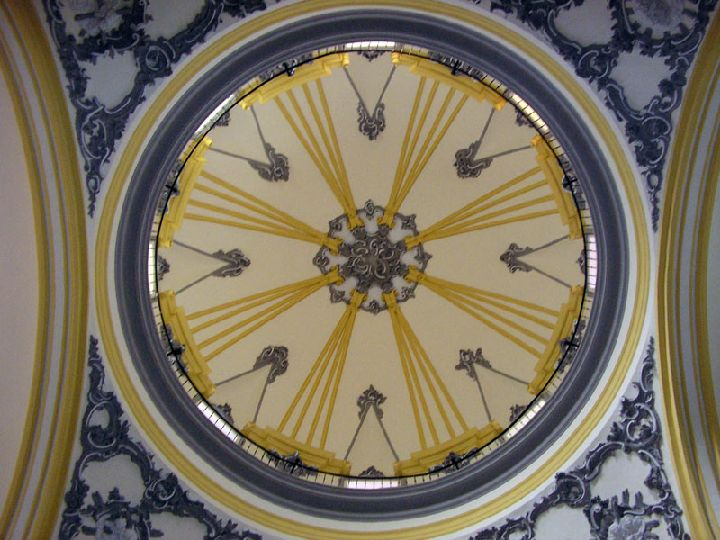
Interior de la cúpula de Santa Eulalia, con decoración rococó

A pesar de que se comenzó a construir tres años después que la Iglesia de San Juan Bautista (el primer templo con toques neoclásicos en la ciudad de Murcia), la nueva Iglesia de Santa Eulalia continuó basándose en modelos anteriores, siguiendo los esquemas típicos de la arquitectura levantina del siglo XVIII.
El templo cuenta con planta de cruz latina, con cuatro capillas intercomunicadas a ambos lados de la nave central, crucero con cúpula y presbiterio rectangular.
La decoración interior es sencilla, respondiendo al estilo rococó imperante en la época; destacando los cinco retablos pintados en arquitectura fingida por el pintor milanés Pablo Sístori, realizados entre 1779 y 1781, estos ya plenamente neoclásicos.
De los elementos exteriores destaca la fachada principal, una lateral y la torre. La fachada principal está compuesta por tres cuerpos verticales: el central de piedra de sillería y los dos laterales de ladrillo entre cadenas de sillería. Presenta una magnífica portada, contratada en 1764 por un desconocido cantero, Francisco Moreno. Sobre dos grupos de pilastras compuestas, cajeadas y dispuestas de forma oblicua, se apoya un frontón curvo quebrado que alberga un relieve en piedra con la apoteosis de la santa titular, obra notable atribuida a Pedro Federico, muy del estilo de Jaime Bort (autor del imafronte o fachada principal de la Catedral de Murcia). Toda la fachada se corona con un remate mixtilíneo, propio del dieciocho. Entre la portada y el remate mixtilíneo, se abre un gran ventanal corononado por un frontón curvo rebajado sobre el que se alzan dos ángeles sosteniendo una cruz.
La fachada lateral, mucho más sencilla, es de ladrillo visto y en ella destaca una portada en piedra enmarcada con sencillas pilastras sobre las que apoya el friso coronado por un frontón curvo que alberga los atributos de la santa titular.
La torre, de gran esbeltez, está compuesta por un total de tres cuerpos, con fachadas de ladrillo visto apilastradas junto a los ángulos curvos y limitados por cornisas de piedra en línea quebrada. La torre de Santa Eulalia dispone de una cierta inclinación perceptible para el ojo humano.

## Patrimonio

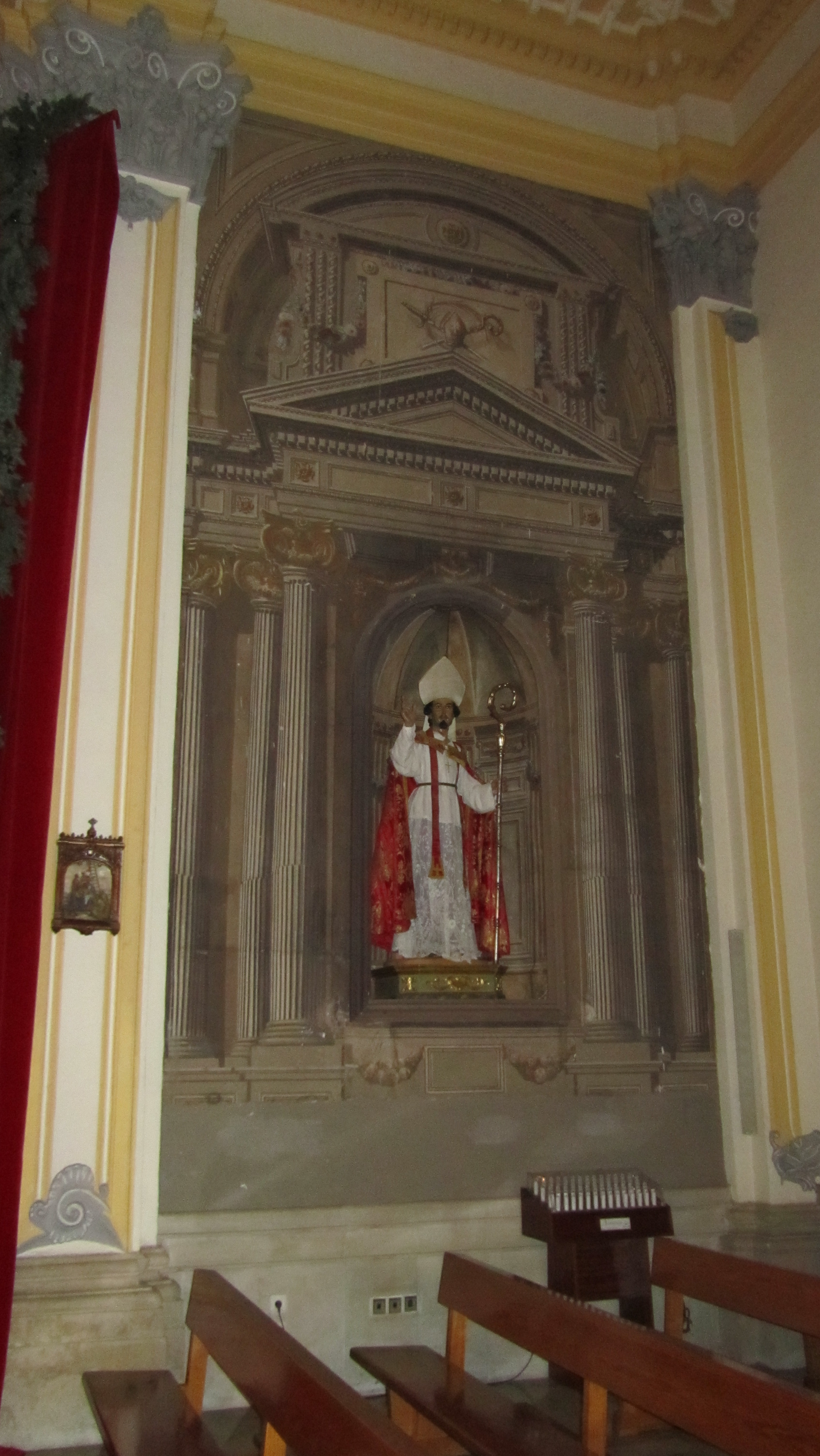
Retablo pictórico del crucero, obra de Pablo Sístori. Con el San Blas de Salzillo

Tanto el retablo mayor como los del crucero están realizados mediante "arquitecturas fingidas", por lo que se tratan de retablos pintados. Estas curiosas obras se deben al pintor milanés establecido en Murcia Pablo Sístori, que sigue la tendencia de finales de siglo, vinculada al cambio de gusto hacia el neoclasicismo.
Se tratan de obras realizadas en "trompe l'oeil" (trampantojo), cuyo efecto característico es hacer real lo que sólo es pintado. Destacar en cada una de ellas, el efecto de profundidad y el sabio empleo de las reglas de la perspectiva. La técnica empleada es el temple sobre lienzo como en la mayoría de sus obras conservadas.
En la ciudad se pueden contemplar otras obras de Sístori en diversos retablos de la Iglesia de San Juan de Dios, además de la importante Iglesia de Jesús.
En lo que se refiere a la imaginería, la iglesia dispone de importantes obras, como Santa Rosalía de Palermo (1727) que aunque ha sido atribuida a Francisco Salzillo hoy día se cree obra del artista francés afincado en Murcia Antonio Dupar. De Salzillo es la famosa imagen de San Blas (1755), talla de vestir de los años de madurez del artista, procedente del desamortizado convento de la Trinidad. La Iglesia también cuenta con un crucificado de principios del siglo XVIII, de autor anónimo, que anteriormente se guardaba en la contigua Capilla de San José y que fue enviado desde Roma por el Cardenal Belluga.
Santa Eulalia guarda varias imágenes de la Cofradía del Resucitado, como el titular de José Planes (1949), y la Virgen Gloriosa de José Sánchez Lozano (1950).

## Capilla de San José

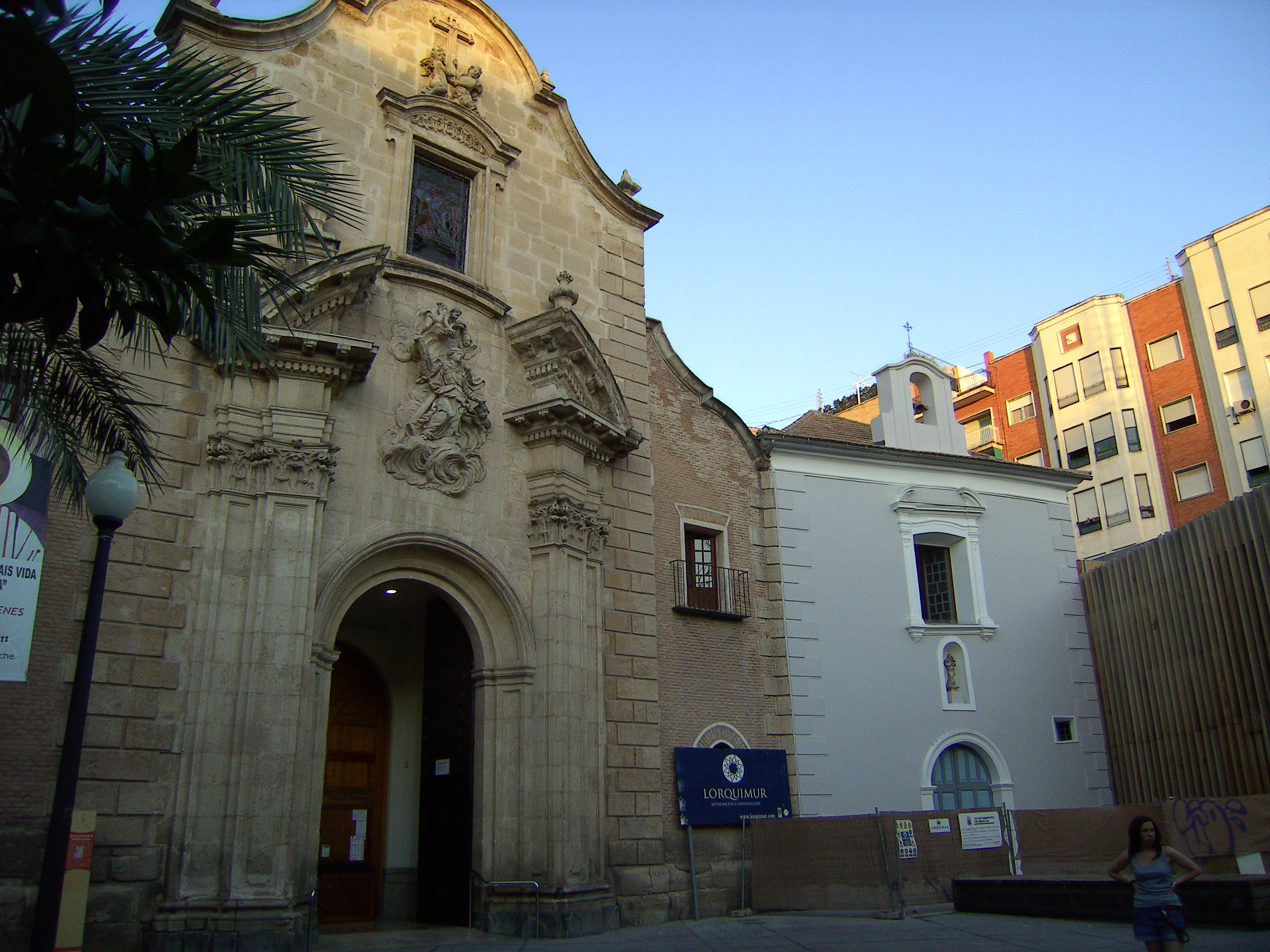
Capilla de San José (derecha), junto a la portada de Santa Eulalia y al lado de la muralla árabe

Junto a la Iglesia de Santa Eulalia, en el pequeño espacio que hay entre dicho templo y la muralla árabe se encuentra la Capilla de San José, construida por el gremio de carpinteros a principios del siglo XVIII.
El proceso constructivo de la misma fue muy largo pues en 1658 los carpinteros compraron un solar para su erección entre Santa Eulalia y la muralla de la ciudad, pero al ser un espacio muy pequeño, tras largos años de peticiones al concejo de la ciudad, éste resolvió en 1702 dar al gremio un solar contiguo a una de las torres de la muralla de tal modo que se acabó construyendo sobre la cerca, tal y como hoy se puede observar.
Entrado el siglo XVIII, la construcción del Colegio de San Felipe Neri modificó la fisonomía de este sector de la muralla. La capilla fue cedida provisionalmente a la congregación del Oratorio de San Felipe Neri, o sea, los Filipenses, promotores de dicho colegio traídos a Murcia por el Cardenal Belluga en 1706. La escritura por la que se cede la capilla se hizo efectiva en 1711.
La desamortización de 1836 privó a los filipenses del uso de la capilla, consiguiendo el gremio de carpinteros que se le restituyera la misma en 1839.
Hoy, el acceso a la capilla de San José puede hacerse desde la fachada principal o desde el interior de la Iglesia de Santa Eulalia, a la cual pertenece desde los años 80 del siglo XX.